# Collégiale Saint-Laurent d'Auzon
La collégiale Saint-Laurent d'Auzon est une ancienne collégiale bénédictine d'architecture romane d'influence languedocienne construite à l'apogée de l'art roman auvergnat dominant le bourg fortifié d'Auzon (Haute-Loire). Elle possède, comme la basilique Saint-Julien de Brioude, un porche sud que l'on appelle ganivelle dans l'architecture romane auvergnate.
L'église d'Auzon fait l’objet d’un classement au titre des monuments historiques depuis le 11 août 1906.
De nombreux objets sont référencés dans la base Palissy (voir les notices liées).

## Description
Cet édifice roman du XIIe siècle est bâti sur un plan très simple. Il se compose de quatre travées sans bas-côtés. Le chœur, voûté en cul-de-four, repose sur un mur avec trois absidioles intégrant les chapelles non-rayonnantes. Circulaire à l'intérieur, il présente cependant à l'extérieur un chevet à cinq pans.
D'une architecture caractéristique de la région, les archivoltes des arcatures qui décorent chacune des faces sont ornées de sculptures ainsi que de modillons sur la corniche. Un porche ouvert est bâti contre l'entrée latérale. Il est élevé sur piliers et colonnes avec des chapiteaux portant des sculptures d'animaux, des devises et des scènes de la vie du Christ (Annonciation et Nativité). Des inscriptions sont gravées sur les marches de la porte d'entrée byzantine. Cette porte est garnie de ferrures du XIe ou XIIe siècle, en fer forgé et ciselé, elle est encore partiellement couverte de cuir. L'édifice a été agrandi au nord par trois chapelles bâties au XVe siècle. Le clocher, élevé sur la troisième travée, est également du XIIe siècle.
L'ensemble de l'édifice repose sur une excroissance rocheuse qui domine la place environnante.
Les matériaux utilisés sont l'arkose, le grès houiller, et la leptinite.
Les deux chapelles superposées, ajoutées à l'époque gothique, sont ornées de peintures dont l'iconographie complexe est très intéressante : association des thèmes du Jugement dernier, du Triomphe de la Croix, le cycle de l'Enfance et la passion du Christ. Au-dessus, la chapelle dédiée à saint Michel que l'on retrouve souvent sur les sites castraux, conserve aussi son histoire.
L'église et ses peintures des XIVe et XVIe siècles possède une acoustique remarquable et de nombreuses ressemblances avec l'église de Mailhat.
Au XVe siècle, La famille Montmorin-Saint-Hérent fit don d'un orgue à l'église.

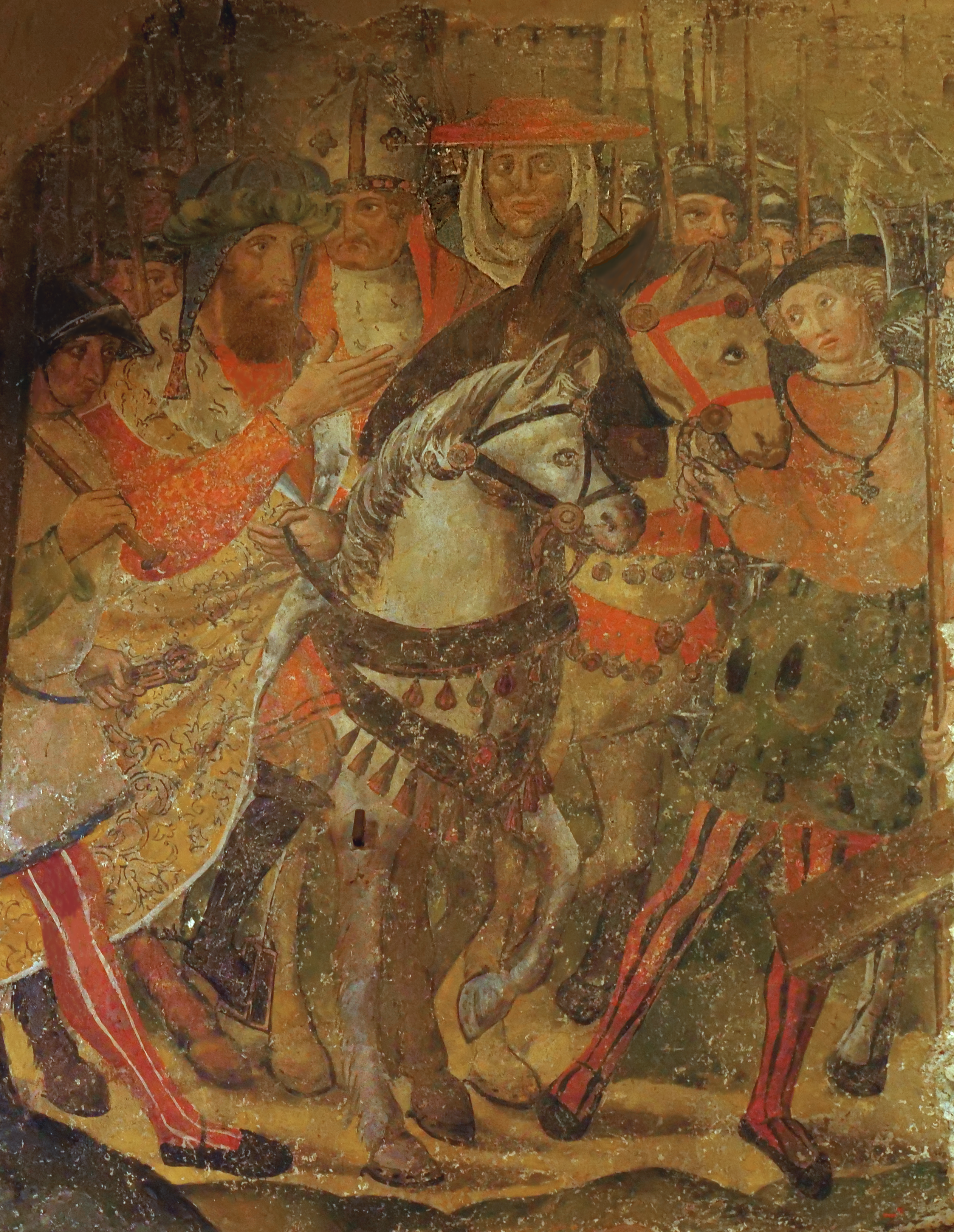
Un ornement de l'église Saint-Laurent d'Auzon.
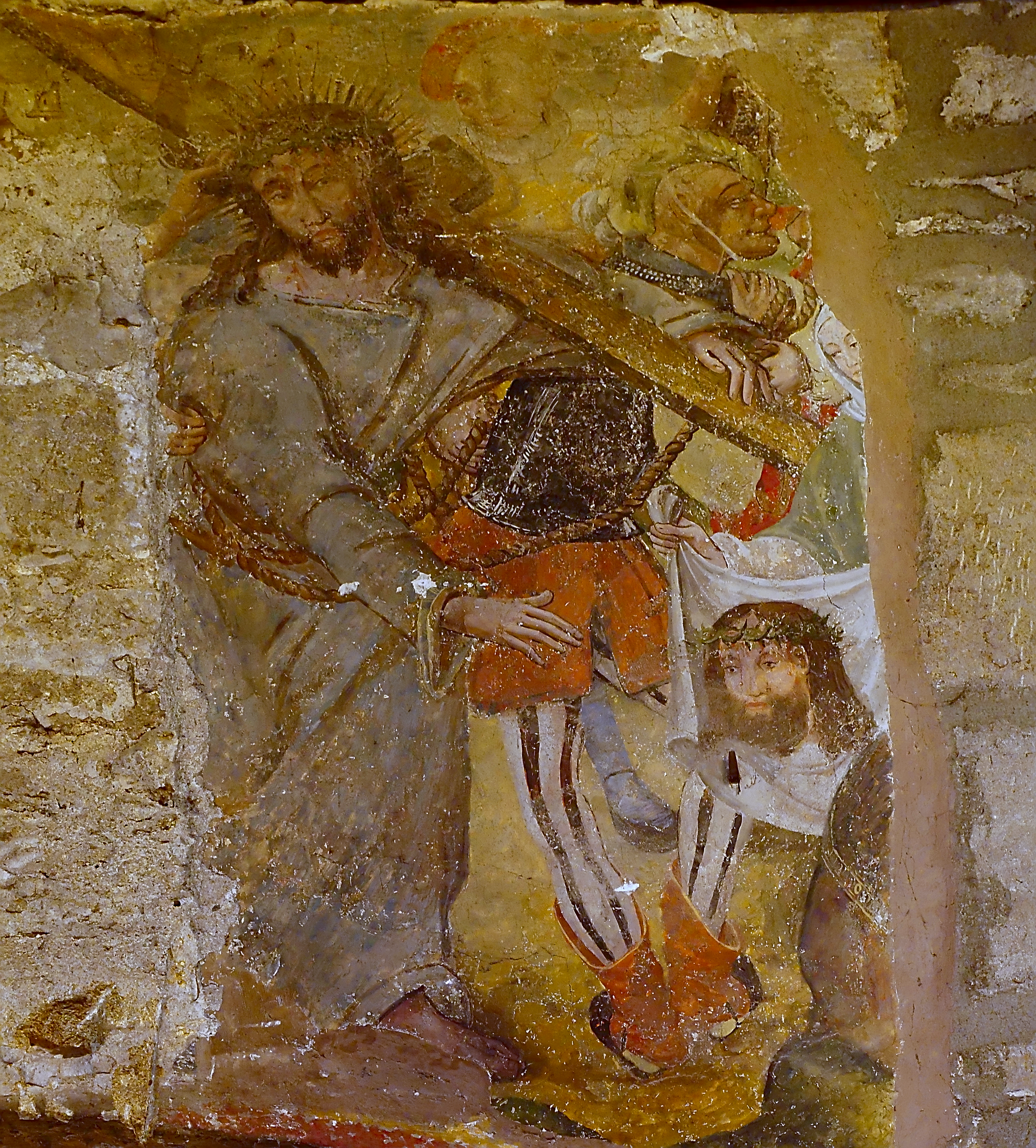
Ornement église Saint-Laurent d'Auzon.

L'extérieur de la collégiale a été restaurée de 2015 à 2016.

## Le mobilier
- Table d'autel en granit roman.
- Porte authentique cuir et fer forgé du XIIe siècle.
- Christ reliquaire roman en bois du XIIe ou XIIIe siècle.
- Reliquaire d'une dent de saint Laurent offert par Jean de Berry[4].
- Statues : Notre-Dame du Portail fin du XIVe siècle et saint Pierre XVIe siècle.
  - La Vierge à l'Enfant d'Auzon, dite Notre-Dame du Portail[5], est classée au titre des monuments historiques en 1933[6]. Elle soutient l'Enfant Jésus sur le côté droit qui est en position assise. Le raffinement des drapés est visible par de calmes replis à droite et des obliques à gauche. Le visage de la Vierge couronnée est délicatement penché vers l'Enfant. Ses mains sont longues et fines. Cette statue très élégante en pierre calcaire, et de facture parisienne, mesure 95 cm de hauteur, 28 cm de largeur et 20 cm d'épaisseur. Elle aurait orné le portail du château de Jean de Berry (à une vingtaine de kilomètres au nord-ouest d'Auzon), jusqu'en 1634[7],[8]. Elle a été exposée en 2004 au musée du Louvre dans le cadre de Paris 1400. L'art sous Charles VI.